# Рокадная железная дорога

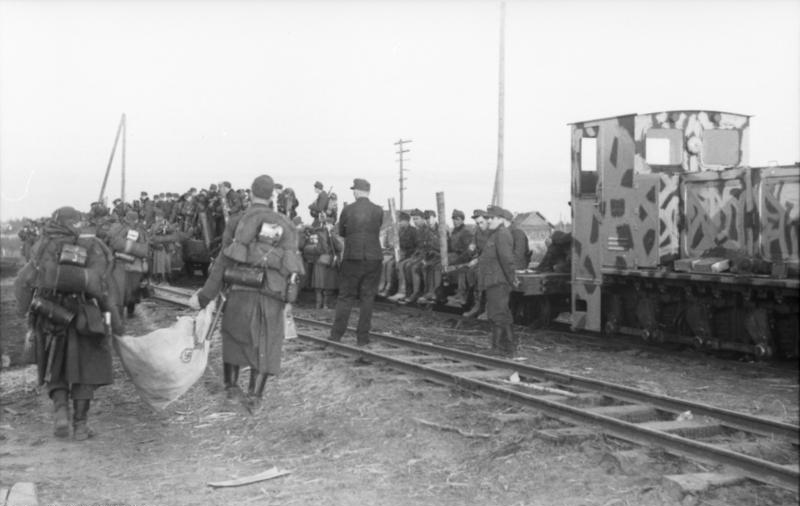
Июнь 1944. Транспортировка солдат вермахта по полевой железной дороге

Рокадная железная дорога — железная дорога, проходящая параллельно линии фронта, предназначенная для манёвра и перегруппировки войск, снабжения их материальными средствами, при необходимости — для эвакуации или ложных перевозок с целью дезинформации противника.

## Известные рокадные дороги
- Нарва — Гдов — Псков — Полоцк (1915).
- Волжская рокада (1941—1944) использовалась для переброски войск в сторону Сталинграда. Дорога протяжённостью 992 км была построена в рекордные даже для военного времени сроки -- за 6 месяцев и обеспечила движение от 16 до 22 поездов в сутки, эвакуацию промышленного оборудования и населения из Сталинграда, а затем снабжение фронтовых частей[1].
- Минск-Мазовецкий — Пилава (1945). Перед Висло-Одерской операцией на 1-м Белорусском фронте была построена рокадная железная дорога (30 км) и организована по ней перевозка в светлое время суток макетов танков в сторону Варшавы, с целью ввести противника в заблуждение о направлении первого удара.
- Дорога победы, сооружённая после прорыва блокады Ленинграда и действовавшая до снятия блокады.

## Неосуществленные проекты дорог
Перед Великой Отечественной войной планировалось строительство железнодорожной линии Веймарн — Чудово — Будогощь — Тихвин в Ленинградской области, для создания рокады в случае нападения со стороны Финляндии (в том числе снабжения создаваемой ВМБ «Ручьи»). Однако строительство до войны в полном объеме завершить не успели. В 1942 году был уложен «временный» рельсовый путь на участке Будогощь — Тихвин (действует до сих пор без какой-либо серьёзной модернизации), отдельные участки насыпи были использованы после войны под узкоколейные железные дороги, ныне разобранные.